# توماس هنري هكسلي
توماس هنري هكسلي (4 مايو 1825-29 يونيو 1895)، عضو المجلس الخاص للمملكة المتحدة والحائز على زمالة الجمعية الملكية وزمالة الجمعية الملكية لإدنبرة وعضو جمعية لينين في لندن، كان عالم أحياء إنجليزي وعالم أنثروبولوجيا متخصص في علم التشريح المقارن. عُرِف باسم «بلدوغ داروين» لدفاعه عن نظرية التطور لتشارلز داروين.
كانت القصص المتعلقة بمناظرة هكسلي الشهيرة (مناظرة أكسفورد حول التطور) في عام 1860 مع الكاهن صموئيل ويلبرفورس ذات أهمية رئيسية في القبول الأوسع للتطور وفي مسيرته المهنية؛ وذلك على الرغم من اعتقاد المؤرخين أن القصة الباقية من النقاش هي قصة اختُلِقت لاحقًا. كان هكسلي يخطط لمغادرة أكسفورد في اليوم السابق، ولكنه غير رأيه بعد لقاء مع روبرت تشامبرز، مؤلف كتاب آثار التاريخ الطبيعي للخلق، وقرر الانضمام إلى المناظرة. درب ريتشارد أوين الكاهن ويلبرفورس، الذي ناقش ضده هكسلي أيضًا في احتمالية الارتباط الوثيق للبشر بالقردة.
كان هكسلي بطيئ في قبول بعض أفكار داروين، مثل التدرجية، وكان مترددًا بشأن الانتقاء الطبيعي، ولكنه على الرغم من ذلك كان مخلصًا في دعمه العام لداروين. كان له دور فعال في تطوير التعليم العلمي في بريطانيا، فحارب الأنماط الأكثر تطرفًا للتقاليد الدينية.

صاغ هكسلي مصطلح «اللاأدرية» في الأصل في عام 1869، ولكنه تحدث عنه بالتفصيل في عام 1889 لتأطير طبيعة الادعاءات من حيث ما هو معروف وما هو غير معروف. قال هكسلي:
اللاأدرية ليست عقيدة في الواقع، ولكنها طريقة يكمن جوهرها في التطبيق الصارم لمبدأ واحد، وهو البديهية الأساسية للعلم الحديث، فاتبع عقلك، في مسائل العقل، إلى أين ما أودى بك دون اهتمام لأي اعتبار آخر، ولا تتظاهر في مسائل العقل بأن الاستنتاجات مؤكدة وغير مثبتة أو قابلة للإثبات.
استمر استخدام هذا المصطلح حتى يومنا هذا. يتأثر الكثير من اللاأدرية عند هكسلي بآراء كانط حول الإدراك البشري؛ والقدرة على الاعتماد على الأدلة العقلانية بدلاً من أنظمة المعتقدات.
تلقى هكسلي القليل من التعليم الرسمي، وكان مدرسة لنفسه تقريبًا. ربما أصبح أفضل عالم تشريح مقارن في أواخر القرن التاسع عشر. عمل على اللافقاريات، موضحًا العلاقات بين المجموعات التي لم تكن مفهومة في السابق. عمل في وقت لاحق على الفقاريات، وخاصة في العلاقة بين القردة والبشر. خلص بعد مقارنة الأركيوبتركس مع أنيق الفك إلى أن الطيور تطورت من ديناصورات صغيرة آكلة للحوم، وهي نظرية مقبولة على نطاق واسع اليوم.
كان الميل إلى أن يطغى على هذا العمل التشريحي الدقيق نشاطه الفعال والمثير للجدل لصالح التطور، وعمله العام المكثف على التعليم العلمي، وكان كلاهما ذو تأثير كبير على المجتمع في بريطانيا وأماكن أخرى. كانت محاضرة هكسلي الرومانزية التي ألقاها في عام 1893 بعنوان «التطور والأخلاق» شديدة التأثير في الصين؛ حتى أن الترجمة الصينية لمحاضرة هكسلي غيرت الترجمة الصينية لكتاب داروين أصل الأنواع.

## حياته المُبكِّرة
وُلد توماس هنري هكسلي في إيلينغ في إنكلترا، وكان أحد ثمانية أطفال لجورج هكسلي وريتشيل ويدذرز، ترعرع توماس في عائلة تنتمي للطبقة المتوسطة مثله مثل الكثير من علماء بريطانيا في القرن التاسع عشر كألفريد راسل والاس، عانت أسرة هكسلي من مصاعب مالية عديدة خصوصاً بعد طرد والده من عمله كمُدرِّس بعد إغلاق مدرسته، ونتيجةً لذلك ترك توماس المدرسة وهو في سنِّ العاشرة بعد سنتين فقط من التعليم الرسمي، وعلى الرغم من هذه البداية التي لا يحسد عليها كان هكسلي مُصمِّماً على تثقيف نفسه وهكذا قام في سنِّ المراهقة بقراءة عدد كبير من الكتب العلميَّة والفلسفيَّة وتعلَّم اللغة الألمانيَّة واللاتينيَّة واليونانيَّة.
لاحقاً وفي سنِّ الشباب أصبح هكسلي خبيراً في الكائنات اللافقاريَّة ثمَّ الفقاريَّة، وكان ماهراً في الرسم ودائماً ما كان يرفق منشوراته عن اللافقاريَّات البحريَّة برسوم توضيحيَّة، بالإضافة لذلك كتب هكسلي كثيراً حول العلم والدين وكان فهمه لللاهوت أفضل من فهم معظم خصومه من رجال الدين، وهكذا أصبح الصبي الذي ترك المدرسة في سن العاشرة أحد أكثر رجال بريطانيا علماً.
تدرَّب هكسلي لفترة قصيرة في المجال الطبي على يد العديد من الأطباء أشهرهم توماس تشاندلر الذي كان معروفاً بتجاربه عن الأدوية والسموم المختلفة، والتحق بعد ذلك بكلية سيدنهام للطب والتشريح واستمرَّ في القراءة لتعويض افتقاره للتعليم المدرسي الرسمي، بعد مرور عام وبفضل نتائجه الممتازة وحصوله على الميدالية الفضيَّة في مسابقة الجامعة السنويَّة تمَّ قبوله للدراسة في مستشفى تشارنج كروس، وتتلمذ على يد توماس وارتون جونز أستاذ طب وجراحة العيون في جامعة لندن، وفي العشرين من عمره اجتاز هكسلي أوَّل امتحان في جامعة لندن وفاز بالميدالية الذهبية في علم التشريح وعلم وظائف الأعضاء، رغم ذلك لم يتقدَّم للامتحانات النهائية وبالتالي لم يحصل على شهادته الجامعيَّة ولكنَّ تدريباته ونتائج الامتحان خوَّلته دخول البحريَّة الملكية البريطانيَّة.

## حياته المُتأخِّرة
استقال هكسلي من البحريَّة بعد انتهاء خدمته الإلزاميَّة، وفي يوليو عام 1854 أصبح أستاذاً للتاريخ الطبيعي في المدرسة الملكيَّة للمناجم، وعالماً طبيعيَّاً في هيئة المسح الجيولوجي البريطاني في العام التالي، وشغل عدة مناصب أخرى أهمُّها: أستاذ في المعهد الملكي (1855 – 1858) و (1865 – 1867)، وأستاذاً في الكليَّة الملكيَّة للجراحين (1863 – 1869)، ورئيساً للجمعيَّة البريطانيَّة لتقدم العلوم (1869 – 1870)، ورئيساً للجمعيَّة الملكيَّة (1883 – 1885)، ورئيس الرابطة البيولوجيَّة البحريَّة (1884 – 1890)، ومفتشاً لمصايد السمك البريطانيَّة (1881 – 1885).
خلال إحدى وثلاثين عاماً قضاها هكسلي كأستاذ للتاريخ الطبيعي في المدرسة الملكيَّة للمناجم شملت إنجازاته العديد من المشاريع للنهوض في مكانة العلوم في الحياة البريطانيَّة، وتقاعد في عام 1885 بعد نوبة مرضيَّة واستقال بعدها من رئاسة الجمعيَّة الملكيَّة، خلال هذه الفترة كان راتبه السنوي قرابة 1200 جنيه إسترليني
، في عام 1890 انتقل هكسلي من لندن إلى إحدى الضواحي وهناك حرَّر المجلَّدات التسعة من كتابه المقالات، أخيراً وفي عام 1895 توفي بنوبة قلبيَّة بعد أن عانى من الإنفلونزا والالتهاب الرئوي ودفن في مقبرة سان ماريليبون شمال لندن.

## التأثير التربوي
لم يكن هناك تقريبًا أي شهادات جامعية بريطانية في العلوم البيولوجية، وكانت الدورات الدراسية قليلة عندما كان هكسلي صغيرًا. اعتمد معظم علماء الأحياء في عصره على تلقي العلوم بأنفسهم أو كانوا حاصلين على شهادات طبية. توفرت بعد تقاعده مقاعد دراسية في التخصصات البيولوجية في معظم الجامعات، وكان هناك إجماع واسع في الآراء بشأن المناهج التي يجب اتباعها. كان هكسلي الشخص الأكثر تأثيرًا في هذا التغيير.

### المدارس والكتاب المقدس
كان لهكسلي أيضًا تأثير كبير في المنحى الذي اتخذته المدارس البريطانية، فصوِّت له في مجلس مدرسة لندن في نوفمبر عام 1870. شجع هكسلي في التعليم الابتدائي على مجموعة واسعة من التخصصات، على غرار ما يُدرَّس اليوم مثل القراءة، والكتابة، والحساب، والفن، والعلوم، والموسيقى وما إلى ذلك. أوصى في التعليم الثانوي بسنتين من الدراسات الليبرالية الأساسية ثم سنتين من بعض أعمال الأقسام العليا، وذلك مع التركيز على مجال دراسي أكثر تحديدًا. ومن الأمثلة العملية على ذلك محاضرته الشهيرة بعنوان على قطعة من الطباشير في عام 1868، والتي نُشرت لأول مرة كمقال في مجلة ماكميلان بلندن في وقت لاحق من ذلك العام. تعيد القطعة بناء التاريخ الجيولوجي لبريطانيا بدءًا من قطعة بسيطة من الطباشير، وتُظهر العلم باعتباره «الحس السليم المنظم».
دعم هكسلي قراءة الكتاب المقدس في المدارس. يمكن لذلك أن يبدو بعيدًا عن معتقداته اللاأدرية، ولكنه اعتقد أن التعاليم الأخلاقية الهامة للكتاب المقدس والاستخدام الرائع للغة كانا ذو صلة بالحياة الإنجليزية، إذ قال «أنا لا أدعو إلى حرق سفينتك للتخلص من الصراصير». تمثل اقتراح هكسلي بإنشاء نسخة منقحة من الكتاب المقدس، مجردة من «أوجه النقص والأخطاء، وعبارات يعترض عليها رجال العلم بشكل مطلق وكامل، فهؤلاء الأطفال الرقيقون لا ينبغي أن يتعلموا ما لا تؤمن به أنفسكم». صوت المجلس ضد فكرته، ولكنه صوت أيضًا ضد فكرة استخدام الأموال العامة لدعم الطلاب الملتحقين بمدارس الكنيسة. دار نقاش حاد حول هذه النقاط، وسُجِّلت النقاشات بالتفصيل. قال هكسلي: «لن أكون أبدًا طرفًا في تمكين الدولة من اقحام أطفال هذا البلد في مدارس طائفية». سمح قانون البرلمان الذي أسس المدارس الداخلية بقراءة الكتاب المقدس، ولكنه لم يسمح بتدريس أي عقيدة طائفية.
يمكن أن يكون من الصواب رؤية حياة هكسلي وعمله كمساهمين في علمنة المجتمع البريطاني، والتي حدثت تدريجيًا على مدى القرن التالي (القرن العشرين). قال إرنست ماير «لا يمكن الشك في أن (علم الأحياء) ساعد في تقويض المعتقدات التقليدية وأنظمة القيم»، وتحمّل هكسلي مسؤولية أكبر من أي شخص آخر عن هذا التوجه في بريطانيا. يعتبر بعض المدافعين المسيحيين المعاصرين أن هكسلي هو مؤسس معاداة الألوهية، وذلك على الرغم من أنه أكد بنفسه أنه كان لاأدريًا وليس ملحدًا. عارض هكسلي بشكل ثابت وطوال حياته لكل الديانات المنظمة تقريبًا، وخاصة «الكنيسة الرومانية المبنية بعناية لتدمير كل ما هو أعلى في الطبيعة الأخلاقية، وفي الحرية الفكرية، وفي الحرية السياسية للبشرية». استخدم هكسلي أيضًا في مقال نُشِر في مجلة بوبيولار ساينس عبارة «ما يسمى بالمسيحية الكاثوليكية»، موضحًا: «أنا لا أقول «ما يُسمى» على سبيل الإهانة، ولكن على سبيل الاحتجاج ضد الافتراض البشع بأن المسيحية الكاثوليكية واردة صراحةً أو ضمنًا في أي سجل جدير بالثقة لتعاليم يسوع الناصري».
أعرب هكسلي في عام 1893 أثناء التحضير لمحاضرة رومانز الثانية عن خيبة أمله من أوجه النقص في الليبرالية الدينية، ووصف مذاهبها بأنها «أوهام شعبية»، وأن التعاليم التي حلت محلها كانت «تبدو لي أنها أقرب بكثير من الحقيقة كما هي في حالتها السيئة».
لاحظ فلاديمير لينين أن اللاأدرية بالنسبة لهكسلي «بمثابة ورقة تين للمادية» (مما يعني أن اللاأدرية تغطي عيوب المادية).

## المكافآت والجوائز العامَّة
حصل هكسلي على العديد من الجوائز وأوسمة الشرف وبلغ مكانة عالية بين رجال العلم في بريطانيا، انتخب هكسلي زميلاً في الجمعيَّة الملكيَّة عندما كان عمره 25 عاماً (1851)، وحصل على الميدالية الملكيَّة من الجمعيَّة في العام التالي (1852) قبل عامٍ واحد من حصول تشارلز داروين على نفس الجائزة، وبذلك أصبح أصغر عالم أحياء يحصل على هذه الميداليَّة، وحصل على ميدالية كوبلي عام 1888 وعلى ميدالية داروين عام 1894، ومنحته الجمعيَّة الجيولوجيَّة وسام ولاستون عام 1876، بالإضافة لذلك كان هناك العديد من الجوائز الأكاديميَّة والأوسمة الأخرى من عدة هيئات علميَّة بارزة، وحصل على تكريمٍ لافت من ملك السويد عام 1873 ، جمع هكسلي العديد من الزمالات والعضويات الفخريَّة في أكثر من جمعيَّة أجنبيَّة بالإضافة لعدد من شهادات الدكتوراه الفخريَّة من بريطانيا وألمانيا، وانتخب عضواً أجنبيَّاً في الأكاديميَّة الملكيَّة الهولنديَّة للفنون والعلوم في عام 1892، تقديراً لكلِّ هذه الخدمات حصل هكسلي على راتب تقاعدي دائم من قبل الحكومة البريطانيَّة وعُيِّن مستشاراً خاصَّاً للحكومة في عام 1892.
كان توماس هكسلي من أكثر مناصري التطور لنحو ثلاثين عاماً، وبالنسبة للبعض يعتبر المدافع الأول عن العلوم في القرن التاسع عشر في العالم الناطق بالإنكليزيَّة بأكمله.
وعلى الرغم من أنَّه كان لديه العديد من التلاميذ والمعجبين إلَّا أنَّ تقاعده ووفاته لاحقاً تركت علم الحيوان البريطاني محروماً من قائده، لأنَّه كان بشكلٍ أو بأخر هو المسؤول عن التعيينات والوظائف للجيل القادم من علماء بريطانيا.

## مكانة الإنسان في الطبيعة
وجَّه هكسلي أبحاثه لمدة عقد من الزمن نحو العلاقة بين الإنسان والقردة، الأمر الذي أدى لاصطدامه بشكل مباشر مع ريتشارد أوين، كانت محاضرة هكسلي حول جماجم الفقاريات التي ألقاها أمام الجمعيَّة الملكيَّة عام 1858 هي نقطة البداية في ذلك، فقد رفض فيها نظريَّة أوين التي تقول إنَّ عظام الجمجمة والعمود الفقري متماثلان، طوَّر هكسلي أفكاره ما بين أعوام 1860 – 1863 وقدَّمها في محاضرات إلى الطلاب وعامة الناس ونشرها لاحقاً بشكلٍ مكتوب، وفي عام 1863 نشر أشهر أعماله «مكانة الإنسان في الطبيعة» وهو الكتاب الذي يناقش القضايا الرئيسيَّة لنظريَّة التطور، وكان تشارلز داروين قد ضمَّن كتابه الشهير أصل الأنواع بعض التلميحات عن هذا الموضوع مثل قوله: «في المستقبل البعيد سيتمُّ إلقاء الضوء على أصل الإنسان وتاريخه» ، ولكنَّ ذلك لم يكن بعيداً ففي عام 1857 قدَّم ريتشارد أوين نظريَّته القائلة بأنَّ الإنسان قد تمَّ تمييزه عن جميع الثدييات الأخرى من خلال امتلاكه لميِّزات غريبة في الدماغ، وهكذا فصله عن بقيِّة الأنواع اعتماداً على هذا الاستنتاج، ولكنَّ هذا الرأي قد بقي شاذاً ولم يدعمه بقية علماء الأحياء.
أثير هذا الموضوع مرَّةً ثانية في اجتماع جامعة أكسفورد عام 1860 عندما تجادل هكسلي وأوين بشكلٍ حاد، ووعد هكسلي بتقديم الأدلة في اجتماعات لاحقة، ونظَّم بالفعل عدداً من المحاضرات في هذا المجال، وفي عام 1862 في اجتماعٍ علمي في جامعة كامبريدج قدَّم ويليام فلاور صديق هكسلي تشريحاً عاماً قارن فيه بين القرد والإنسان وأظهر أنَّ العديد من بنى الدماغ عند الإنسان موجودة بالفعل لدى القرود، وتمَّ نشر هذا البحث على نطاقٍ واسع واعتبر دليلاً كبيراً على خطأ أوين الفادح وعدَّ هكسلي كواحد من أهم علماء التشريح والأحياء، من جهته اعترف أوين بهذا التشابه ولكنَّه قال بأنَّ هذا البنى في دماغ القرد أصغر وأقلُّ تطوراً.
لاحقاً قام هكسلي بتلخيص أفكاره حول هذا الموضوع ونشرها على شكل ورقة علميَّة في مجلة التاريخ الطبيعي في يناير من العام 1861 وقيل بأنَّها الورقة العلميَّة الأكثر عنفاً التي كتبها خلال حياته، وأعيدت طباعتها لاحقاً باعتبارها الفصل الثاني من كتابه مكانة الإنسان في الطبيعة مع تفاصيل النقاش الذي دار بين هكسلي وأوين حول دماغ القردة.
كان هذا النقاش المطوَّل حول دماغ القرد والمدعوم بالأدلَّة التشريحيَّة والمؤتمرات والاجتماعات علامة بارزة في حياة هكسلي المهنيَّة، وأوضح بشكلٍ جلي هيمنته على علم التشريح المقارن وعلم الأحياء التطوري في بريطانيا وأوروبا، وتجدر الإشارة أيضاً إلى أنَّ هكسلي لم يكن مُقلِّداً أو تابعاً لتشارلز داروين بل كانت لكلٍّ منهما شخصيَّة مستقلة ومختلفة عن الآخر، فداروين كان عالماً طبيعيَّاً بالدرجة الأولى بينما كان هكسلي عالم تشريح وأحياء يعتمد على التجربة بشكلٍ كبير من أجل ذلك كان من الطبيعي أن يكون لكلٍ منهما وجهة نظر مختلفة في العلوم الطبيعيَّة.

## روابط خارجية
- توماس هنري هكسلي على موقع الموسوعة البريطانية (الإنجليزية)
- توماس هنري هكسلي على موقع إن إن دي بي (الإنجليزية)
- توماس هنري هكسلي على موقع ديسكوغز (الإنجليزية)